# Waikato (rivier)
De Waikato is de langste rivier van Nieuw-Zeeland. Zij ontspringt op de flanken van Mount Ruapehu, midden op het Noordereiland. Zij stroomt door het Taupomeer. Meteen ten noorden van de stad Taupo liggen de spectaculaire Hukawatervallen.
De rivier stroomt vervolgens al kronkelend in noordwestelijke richting door de regio Waikato en verdeelt de hoofdstad van die regio, Hamilton in tweeën. De rivier stroomt ten slotte uit in de Tasmanzee ten zuiden van Auckland, bij Port Waikato.
Er zijn acht waterkrachtcentrales aan de rivier tussen Taupomeer en Hamilton. Ze werden gebouwd tussen 1929 en 1964, en leveren 11 procent van de elektriciteit van Nieuw-Zeeland.